# Climax (Kansas)
Climax és una població dels Estats Units a l'estat de Kansas. Segons el cens del 2000 tenia 64 habitants.

## Demografia
Segons el cens del 2000, Climax tenia 64 habitants, 24 habitatges, i 18 famílies. La densitat de població era de 190,1 habitants per km².
Dels 24 habitatges en un 33,3% hi vivien nens de menys de 18 anys, en un 66,7% hi vivien parelles casades, en un 4,2% dones solteres, i en un 25% no eren unitats familiars. En el 25% dels habitatges hi vivien persones soles el 8,3% de les quals corresponia a persones de 65 anys o més que vivien soles. El nombre mitjà de persones vivint en cada habitatge era de 2,67 i el nombre mitjà de persones que vivien en cada família era de 3,17.
Per edats la població es repartia de la següent manera: un 31,3% tenia menys de 18 anys, un 6,3% entre 18 i 24, un 21,9% entre 25 i 44, un 31,3% de 45 a 60 i un 9,4% 65 anys o més.
L'edat mediana era de 36 anys. Per cada 100 dones de 18 o més anys hi havia 120 homes.
La renda mediana per habitatge era de 34.375 $ i la renda mediana per família de 40.625 $. Els homes tenien una renda mediana de 42.500 $ mentre que les dones 14.375 $. La renda per capita de la població era de 14.461 $. Cap de les famílies i el 4,1% de la població estaven per davall del llindar de pobresa.

## Poblacions més properes
El següent diagrama mostra les poblacions més properes.